# Hamit Altıntop
Hamit Altıntop (Gelsenkirchen, Alemania, 8 de diciembre de 1982) es un exfutbolista turco-alemán, que jugaba como centrocampista y su último equipo fue el Darmstadt de Alemania. Es hermano gemelo del exfutbolista Halil Altıntop y de Bülent Altıntop, también futbolista. 
En el año 2008 fue elegido para el Equipo Ideal de la UEFA Euro 2008 de Austria y Suiza, realizando un papel destacable con la Selección de fútbol de Turquía.
Hamit Altıntop ha marcado 42 goles en la Bundesliga, 4 en la Copa de la UEFA y 6 en la Copa DFB como jugador del Bayern de Múnich y fue una pieza fundamental en este equipo siendo un puñal la banda derecha, destaca por ser un jugador  polivalente y sus cualidades futbolísticas como su velocidad punta, su regate, su disparo preciso, su facilidad de uno contra uno y su excelente visión de juego. Disputó la final de la UEFA Champions League 2010 en el estadio Santiago Bernabéu contra el Inter de Milán, que perdió 2-0. El 19 de mayo de 2011, se hace oficial su fichaje por el Real Madrid para los próximos 4 años tras anunciar que no renovaría con su anterior club, el FC Bayern de Múnich. 
Hace su debut en el club madridista el 27 de septiembre de 2011 en el Estadio Santiago Bernabéu sustituyendo a Mesut Özil en un partido frente al Ajax Ámsterdam en la UEFA Champions League, partido que acabaría 3 - 0 en favor de los locales.
Su primer gol con el Real Madrid lo marcó contra el Sevilla FC para poner el sexto y definitivo gol en el estadio Ramón Sánchez Pizjuán con un resultado final de 2-6.
El 13 de julio de 2012 ficha por el Galatasaray Spor Kulübü, por 3,5 millones de euros. Con este club jugaría la Liga de Campeones, y el 12 de marzo de 2013 marca su primer gol en la competición europea ante el FC Schalke 04 en la vuelta de los octavos, que además supondría el pase de su equipo a cuartos, el resultado de este partido sería un 2-3 para el equipo turco.

## Selección nacional
A pesar de tener doble ciudadanía, rechazó la oferta de la selección alemana y prefirió la selección turca. En 2008 Campeonato de Europa de fútbol en Turquía de la selección nacional de fútbol sube a las semifinales donde en el partido contra Croacia, convirtió el tercer gol de penalti y la UEFA ha sido seleccionada por el hombre del partido. El gol que anotó contra Kazajistán en las eliminatorias del Campeonato de Europa de Fútbol de 2012 fue seleccionado como el gol del año por la FIFA.

## Clubes
| Club            | País     | Año         | PJ  | Goles |
| --------------- | -------- | ----------- | --- | ----- |
| Wattenscheid 09 | Alemania | 2000 - 2003 | 75  | 12    |
| Schalke 04      | Alemania | 2003 - 2007 | 154 | 12    |
| Bayern Múnich   | Alemania | 2007 - 2011 | 109 | 13    |
| Real Madrid     | España   | 2011 - 2012 | 12  | 1     |
| Galatasaray     | Turquía  | 2012 - 2017 | 89  | 4     |
| SV Darmstadt 98 | Alemania | 2017 - 2018 | 34  | 1     |

## Palmarés

### Campeonatos nacionales
| Título                      | Club          | País     | Año  |
| --------------------------- | ------------- | -------- | ---- |
| Copa de la Liga de Alemania | Schalke 04    | Alemania | 2005 |
| Copa de la Liga de Alemania | Bayern Múnich | Alemania | 2007 |
| Copa de Alemania            | Bayern Múnich | Alemania | 2008 |
| Bundesliga                  | Bayern Múnich | Alemania | 2008 |
| Copa de Alemania            | Bayern Múnich | Alemania | 2010 |
| Bundesliga                  | Bayern Múnich | Alemania | 2010 |
| Supercopa de Alemania       | Bayern Múnich | Alemania | 2010 |
| Primera División de España  | Real Madrid   | España   | 2012 |
| Supercopa de Turquía        | Galatasaray   | Turquía  | 2012 |
| Superliga de Turquía        | Galatasaray   | Turquía  | 2013 |
| Supercopa de Turquía        | Galatasaray   | Turquía  | 2013 |
| Copa de Turquía             | Galatasaray   | Turquía  | 2014 |
| Superliga de Turquía        | Galatasaray   | Turquía  | 2015 |
| Copa de Turquía             | Galatasaray   | Turquía  | 2015 |
| Supercopa de Turquía        | Galatasaray   | Turquía  | 2016 |

## Distinciones individuales
| Distinción                        | Año  |
| --------------------------------- | ---- |
| Premio Ferenc Puskás al mejor Gol | 2010 |
| Equipo Ideal de la UEFA Euro 2008 | 2008 |